# Tunnerstad
Tunnerstad is een plaats in de gemeente Jönköping in het landschap Småland en de provincie Jönköpings län in Zweden. De plaats heeft 314 inwoners (2005) en een oppervlakte van 102 hectare.
De plaats ligt op het eiland Visingsö gelegen in het Vättermeer.